# ゼネラル・ストライキ
ゼネラル・ストライキ（general strike）は、労働者が団結して行う労働争議の一形態で、一企業や組織によるストライキではなく全国的な規模で行われるストライキのことである。ゼネスト、総同盟罷業ともいう。また、ある特定の地域や都市において様々な産業が一斉にストライキを行う場合もゼネストと呼ばれることがある。
フランスのサンディカリスト、ジョルジュ・ソレルは『暴力論』でゼネストを肯定した。

## ゼネラル・ストライキが行われた主な運動
- 1893年　ベルギー男子普通選挙要求　世界初のゼネスト
- 1905年　ロシア第一革命
- 1919年　スパルタクス団蜂起
- 1920年　カップ一揆
- 1923年　ルール占領
- 1925年　五・三〇事件
- 1925年　省港大罷工
- 1926年　イギリスのゼネスト
- 1947年　二・一ゼネスト（強制中止）
- 1968年　五月革命 (フランス)
- 1971年　11・10ゼネスト（沖縄返還協定反対決起）
- 1975年　スト権スト（日本国有鉄道の多くの国電区間で交通がマヒし、アジ電車で列車に落書きをする市民が相次いだ）
- 1991年　8月クーデター（ソ連）
- 2004年　オレンジ革命
- 2010年　ジャスミン革命
- 2019年　香港逃亡犯条例改正案反対運動